# Marsdenia guaianensis
Marsdenia guaianensis är en oleanderväxtart som beskrevs av John Donnell Smith. Marsdenia guaianensis ingår i släktet Marsdenia och familjen oleanderväxter. Inga underarter finns listade i Catalogue of Life.